# Ejigbo
Ejigbo − miasto w stanie Osun, w Nigerii. Zamieszkane głównie przez Joruba. Liczy ok. 56 tys. mieszkańców.
W mieście rozwinął się przemysł spożywczy.